# Sidi Alouane (délégation)
Sidi Alouane est une délégation tunisienne dépendant du gouvernorat de Mahdia et comprend deux municipalités, celle de Sidi Alouane au nord de la délégation et celle de Zelba au sud.
En 2014, elle compte 37 767 habitants dont 17 671 hommes et 20 096 femmes répartis dans 8 569 ménages et 10 630 logements.